# Gisenyi
Gisenyi er en by i det nordvestlige Rwanda, med et indbyggertal (pr. 2005) på ca. 83.000. Byen ligger på Rwandas grænse til Den Demokratiske Republik Congo, og samtidig på den nordlige bred af Kivusøen.